# Herpes-simplexvirus
Herpes-simplexvirus bestaat uit twee soorten, namelijk Human herpesvirus 1 en Human herpesvirus 2 van het geslacht Simplexvirus, die allebei de huid en slijmvliezen aantasten. Simplexvirus behoort tot de familie Herpesviridae (Herpesvirussen).

## Voortplantingscyclus
Het Herpes-simplexvirus moet als eerst toegang krijgen tot de gastheercel (het virus zal binden met de receptoreiwitten van de cel), daarna begint de lysogenische reproductie, het virus plaatst zijn erfelijk materiaal ongemerkt in dat van de gastheercel. Bij elke celdeling van zo'n aangetaste cel zal het viraal materiaal mee delen. Alle nieuwe cellen bevatten het erfelijk materiaal van het virus. Onder bepaalde omstandigheden, zoals stress, koorts, verzwakking, kan het viraal DNA vrijkomen uit het DNA van de gastheer en zullen nieuwe virussen geproduceerd worden, wat zal leiden tot de typische koortsblaasjes (of koortslip). Echter zijn er ook zéér zeldzame gevallen van mensen die het Herpesvirus wel in zich hebben, maar waar het virus nooit uitbreekt.

## Besmetting
Het Herpesvirus kan overgedragen worden door rechtstreeks of onrechtstreeks contact met iemand die besmet is met het virus, het kan ook aangeboren zijn.

### Besmetting voorkomen
Als het virus niet is uitgebroken, is de persoon minder besmettelijk. Echter ook voorafgaande aan het ontstaan van blaasjes en na een uitbraak blijft besmetting mogelijk. Iemand die besmet(telijk) is, hoort een goede hygiëne te houden zodat andere mensen niet besmet worden (handdoeken verversen, handen wassen, niet uit hetzelfde glas drinken,...). Zeker in het bijzijn van baby's omdat het Herpesvirus gevaarlijk kan zijn voor baby's. Door te zoenen met iemand die besmet(telijk) is kan het virus ook doorgegeven worden, maar enkel en alleen als het virus is uitgebroken.

## Human herpesvirus 1 (HSV-1)
Human herpesvirus 1 is de meest voorkomende soort, en verschijnt in de vorm van koortsblaasjes, meestal rond de mond als koortslip, maar ook andere locaties (schouder, wang, genitaliën) zijn mogelijk. Ook een  oogontsteking door herpes-simplexkeratitis kan het gevolg zijn. 80% van de bevolking heeft antistoffen tegen HSV-1. Het type genoom van het herpesvirus is ZY. HSV-1 is seksueel overdraagbaar.

## Human herpesvirus 2 (HSV-2)
Human herpesvirus 2 is hoofdverantwoordelijk voor herpes genitalis. 20% van de bevolking heeft beschermende antistoffen hiertegen. Overdracht van het virus door asymptomatische dragers (nooit klachten, wel virusdrager) is mogelijk, zelfs na vele jaren. In toenemende mate veroorzaakt HSV-1 echter ook herpes genitalis door orale seks. HSV-2 kan daarnaast in principe ook een koortslip veroorzaken, hoewel dit veel minder vaak voorkomt. Een eerdere orale besmetting met HSV-1 biedt namelijk een zekere bescherming tegen een latere orale besmetting met HSV-2.